# Antonija Mlađa
Antonija Mlađa (lat. Antonia Minor ) (?, 36. pr. Kr. – ?, 37. nakon Kr.), kći trijumvira Marka Antonija, žena Nerona Klaudija Druza.
Zbog njena ugleda i utjecaja u rimskom društvu car Kaligula dodijelio joj je počasti koje je imala i rimska carica Livija, ali ih je Antonija odbila. Zbog kasnijeg kritiziranja Kaliguline vladavine, došla je u sukob s njim, pa je tako u 73. godini života počinila samoubojstvo trovanjem. Urna joj je položena bez ikakvih počasti u Augustov mauzolej u Rimu. Nakon što je došao na vlast, sin Klaudije posmrtno joj je vratio sve počasti, a njezin rođendan proglasio državnom svetkovinom. Dao je kovati i novac s njenim prikazom kao božicom Cererom. U rimskog povijesti zabilježena je kao simbol rimskih obiteljskih vrijednosti.